# کورگل
کورگل، روستایی از توابع بخش مرکزی شهرستان قم در استان قم در ایران است.

## جمعیت
این روستا در دهستان قمرود قرار دارد و براساس سرشماری مرکز آمار ایران در سال ۱۳۸۵، جمعیت آن ۷۶ نفر (۱۶خانوار) بوده‌است.